# 72 Herculis
72 Herculis (72 Her / w Herculis / HD 157214 / HR 6458) es una estrella en la constelación de Hércules de magnitud aparente +5,40. Se encuentra a 47 años luz de distancia del sistema solar.
72 Herculis es una enana amarilla de tipo espectral G0V con una temperatura efectiva de 5618 K.
Su luminosidad es un 34% mayor que la luminosidad solar y su radio es un 10% más grande que el del Sol.
Gira sobre sí misma con una velocidad de rotación proyectada —límite inferior de la misma— de 3,15 km/s y no muestra actividad cromosférica.
Su masa es un 19% menor que la masa solar.
Tiene una metalicidad sensiblemente inferior a la solar, siendo su abundancia relativa de hierro equivalente al 39% de la observada en el Sol. Esta misma tendencia se observa en el contenido de azufre, la mitad que en el Sol, mientras que el de magnesio es aproximadamente igual. Por el contrario, los niveles de carbono, oxígeno y europio son superiores a los del Sol; este último elemento es casi 3 veces más abundante que en nuestra estrella.
A diferencia del Sol, 72 Herculis es considerada una estrella del disco grueso, es decir, se mueve en una órbita galáctica más alejada del centro del plano galáctico que el Sol.
Su edad, estimada tanto por su actividad cromosférica como por su período de rotación —girocronología—, parece estar comprendida entre los 4100 y los 6600 millones de años;
sin embargo, otros estudios basados en isocronas elevan esta cifra hasta los 11.000 millones de años.